# Heinrich Harmjanz
Heinrich Harmjanz (* 22. Mai 1904 in Neuruppin; † 2. März 1994 in Burgwedel) war ein deutscher Sprachwissenschaftler, Volkskundler und nationalsozialistischer Soziologe.

## Leben
Harmjanz trat zum 1. Mai 1930 der NSDAP (Mitgliedsnummer 245.176) und im selben Jahr der SS bei (SS-Nummer 18.493), in der er 1941 zum SS-Obersturmbannführer ernannt wurde. Harmjanz wurde 1935 Privatdozent für Volkskunde, Volksforschung, Soziologie sowie Grenz- und Auslandsdeutschtum an der Universität Königsberg und 1937 ordentlicher Professor ebendort. 1938 wechselte er als Ordinarius an die Universität Frankfurt am Main.
Als beurlaubter Lehrstuhlinhaber war Harmjanz von 1937 bis 1943 Sachbearbeiter im Amt Wissenschaft des Reichswissenschaftsministeriums, ab 1942 persönlicher Referent des Ministers Bernhard Rust, Ministerialdirektor und Chef des Ministeramtes. Außerdem wurde er 1939 Leiter der Abteilung Volksforschung und Volkskunde im Ahnenerbe der SS. In diesem Zusammenhang wurde ihm die Beteiligung am Kunstraub in Polen vorgeworfen.
Harmjanz musste 1944 auf Betreiben des Amtes Rosenberg seine wissenschaftspolitischen Ämter aufgeben, weil nach dessen Auffassung seine Habilitationsschrift die Arbeit eines jüdischen Wissenschaftlers, Wilhelm Jerusalem, plagiierte.
Nach Kriegsende lebte er als 131er in Elze und später in Bissendorf.